# 鱒澳鱸
大眼澳鱸（學名：Arripis trutta），俗稱澳洲鮭，為輻鰭魚綱鱸形目鱸亞目澳鱸科的其中一種，分布於西南太平洋澳洲南部海域，包括塔斯馬尼亞島、布里斯本至維多利亞省、豪勳爵島及諾福克島海域，很少出現西澳大利亞及紐西蘭，在深度30-39公尺，體呈橢圓形，成魚體上半部為深藍綠色，下半部為銀白色，體側具有黑色斑點橫向排列，背鰭2個，尾鰭叉形，背鰭硬棘9枚；背鰭軟條15-17枚；臀鰭硬棘3枚；臀鰭軟條9-10枚，體長可達89公分，體重可達9.4公斤，壽命可達26年，稚魚通常出現在河口、海灣，成魚則棲息在大陸棚開放水域，成群活動，屬肉食性，以其他魚類、甲殼類、橈腳類等為食，為商業性魚類，通常至成罐頭，適合各種烹飪方式食用。